# أب سالم
أبرام سالم (بالهولندية: Ab Salm)‏، أو أب سالم (1801 في أمستردام-1876 في أمستردام) هو رسام هولندي.

## سيرته
أصبح عضوًا في الأكاديمية الملكية للفنون في لاهاي، وهو معروف بالمناظر الطبيعية، وقضى 29 سنوة في إندونيسيا.

## وصلات خارجية
- مقالة عنه